# Plutodes moultoni
Plutodes moultoni là một loài bướm đêm trong họ Geometridae.